# Rio Javaés
Der Rio Javaés ist der rechte Nebenstrom (port.: braço menor) des Rio Araguaia in  Brasilien und bildet mit diesem die größte Flussinsel, die Ilha do Bananal, der Welt. Sein Name stammt ab von der indigenen Bevölkerungsgruppe der Javaé, welche auf der Ilha do Bananal lebt. 
Sein Oberlauf, der die Grenze zwischen den Bundesstaaten Tocantins und Goiás bildet, gehört bis zur Mündung des Rio Verde zum Umweltschutzgebiet Meandros do Rio Araguaia.